# Pseudothecla lunulata
Pseudothecla lunulata är en fjärilsart som beskrevs av Nicolas Grigorevich Erschoff 1874. Pseudothecla lunulata ingår i släktet Pseudothecla och familjen juvelvingar. Inga underarter finns listade.